# Lophostoma carrikeri
Lophostoma carrikeri é uma espécie de morcego da família Phyllostomidae. Pode ser encontrada na metade norte da América do Sul.